# Rakhupiple
Rakhupiple – gaun wikas samiti w zachodniej części Nepalu w strefie Dhawalagiri w dystrykcie Myagdi. Według nepalskiego spisu powszechnego z 2001 roku liczył on 858 gospodarstw domowych i 3973 mieszkańców (2126 kobiet i 1847 mężczyzn).